# 聖米格爾區 (拉馬爾省)

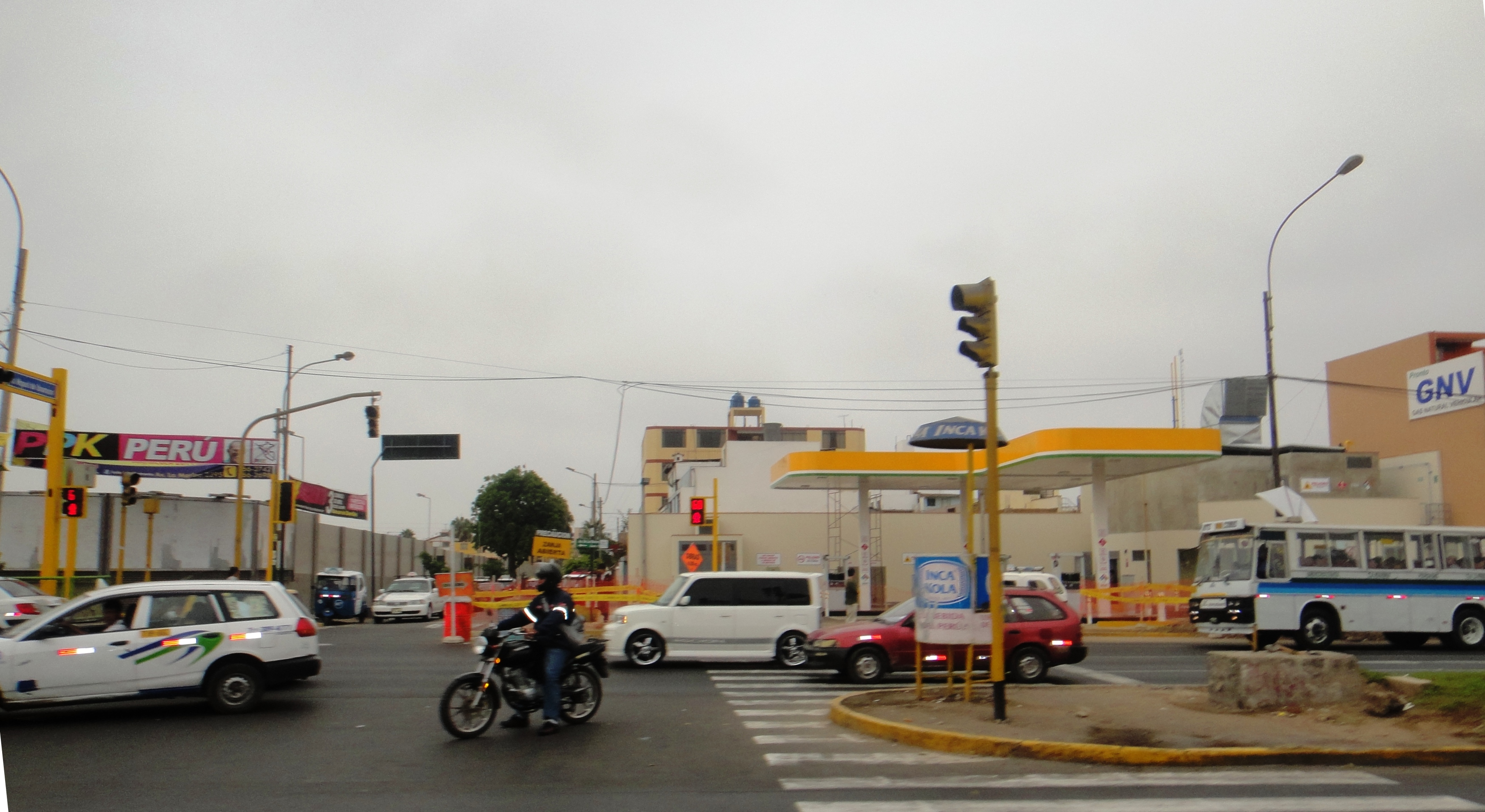
聖米格爾區

13°00′49″S 73°58′51″W / 13.0136°S 73.9807°W
聖米格爾區（西班牙語：Distrito de San Miguel），是秘魯的一個區，位於該國中南部阿亞庫喬大區的拉馬爾省，始建於年月日，面積平方公里，海拔高度米，2005年人口，人口密度每平方公里人。